# FC Augsburg
O Fußball-Club Augsburg 1907 e. V., comumente conhecido como FC Augsburg ou simplesmente Augsburg, é um clube de futebol alemão com sede em Augsburgo, na Baviera, detentor de dez títulos de campeão alemão de divisões inferiores, três da segunda, seis da terceira e um da quarta divisão, além de outras conquistas regionais. 
O FC Augsburg joga na Bundesliga, a primeira divisão do sistema da liga alemã de futebol. A agremiação foi fundada como Fußball-Klub Alemania Augsburg em 1907 e jogou como BC Augsburg de 1921 a 1969. Com cerca de 20.000 membros, é o maior clube de futebol da Suábia, e o pinhão suíço, retratado no brasão da cidade, também está representado no logotipo do clube.
O FC Augsburg, que há muito tempo oscilava entre a segunda e a terceira divisão, passou por um período difícil no início dos anos 2000, sofrendo rebaixamento para a quarta divisão onde permaneceu por duas temporadas. O clube se recuperou disso, voltando ao futebol profissional em 2006. No final da temporada 2010-2011, o Augsburg foi promovido à Bundesliga pela primeira vez e se mantém nela desde então. Desde 2009, o estádio do Augsburg é o SGL Arena.

## História

### Formação

Escudo do BC Augsburg.

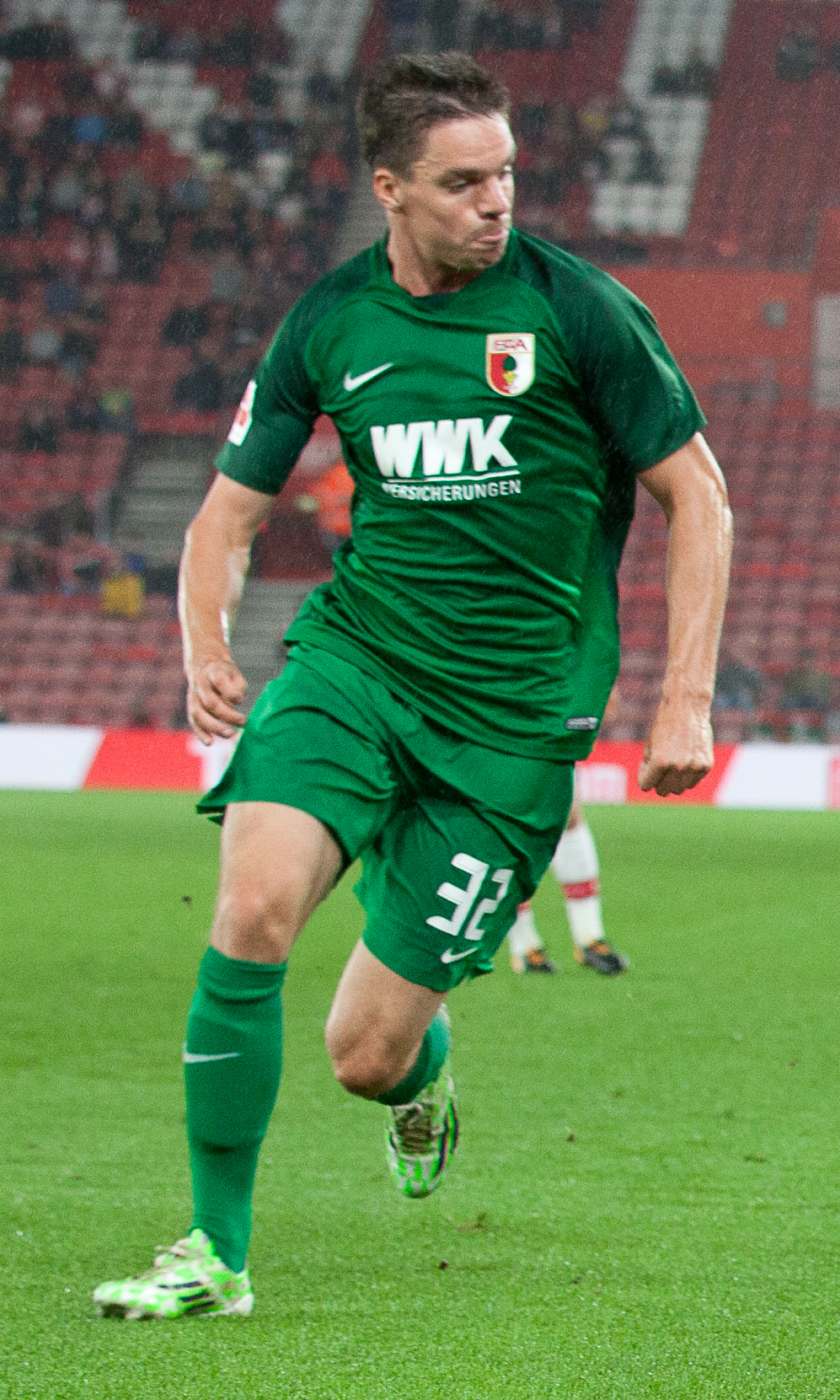
Raphael Framberger em 2020.

Uma fusão dos dois clubes mais bem sucedidos de Augsburg, TSV Schwaben e BC Augsburg, foi discutida já no final dos anos 1940, mas a desconfiança entre os dois lados e o medo de que o outro clube dominasse a fusão fez com que cada lado hesitasse. Uma primeira reunião séria entre os dois lados foi realizada em 1964 e ambos os clubes abandonaram o futebol de primeiro escalão até então. A liderança do clube multi-esportivo Schwaben estava buscando uma fusão mas o departamento de futebol do clube não queria e mais uma vez o processo de fusão foi paralisado. Tradicionalmente, o BC Augsburg se via como um clube da classe trabalhadora, baseado no norte de Augsburg, enquanto Schwaben era o clube do sul mais abastado, com o rio Wertach formando uma espécie de limite entre os territórios dos dois clubes.
Em 1968, com ambos os clubes na terceira divisão, outro esforço foi feito. Em abril de 1969, uma reunião entre os dois chefes trouxe a decisão de fundir os clubes e nomear o novo time como FC Augsburg. O então prefeito de Augsburg, Hans Breuer, foi uma das forças motrizes por trás da mudança.
Em junho, 256 dos 265 membros do BC Augsburg votaram pela fusão, enquanto, pouco depois, 75% dos membros da Schwaben aprovaram a moção também.
Schwaben, no entanto, optou pelo clube permanecer independente, com apenas o departamento de futebol fundindo-se no novo clube. Mas mesmo este movimento não era universalmente popular dentro do clube, com alguns ex-membros formando um novo clube de futebol, o Eintracht Augsburg. Por esta razão, o FC Augsburg geralmente não é considerada como tendo as tradições do TSV Schwaben, apenas as do BC Augsburg.
O FC Augsburg disputou o seu primeiro jogo em 30 de Julho de 1969, quando enfrentou o Nürnberg, em Augsburg, na frente de 13.000 pessoas, perdendo por 3-0.

### Primeiros anos: 1969 a 1974
Após a formação do clube em 1969, o time passou a maior parte do tempo entre a Bayernliga, a Regionalliga Süd e a 2. Bundesliga. O novo time, apesar de agora concentrar as forças de futebol de Augsburg, não foi um sucesso instantâneo. O quarto lugar na liga e o número cada vez menor de apoiadores provaram que o novo time ainda não havia sido aceito na cidade. Na temporada seguinte, o FC Augsburg terminou um lugar melhor no campeonato, mas, com um apoio médio de 300 espectadores por jogo, o clube achou difícil manter seus melhores jogadores. Na temporada 1971-1972, a equipe sofreu um declínio, terminando em oitavo lugar, mas a partir daí a equipe melhorou, conquistando a liga no ano seguinte e devolvendo o futebol profissional à cidade. Naquele momento, o clube havia encontrado aceitação na cidade e, no último jogo da temporada, 15.000 espectadores compareceram para comemorar o título da Bayernliga.
A temporada 1973-74 viu o retorno de um dos maiores talentos do futebol de Augsburg para a cidade, Helmut Haller retornou ao clube depois de 11 anos na Itália, jogando pelo Bologna e pela Juventus. O FC Augsburg pagou 44 mil pela transferência de Haller.
O FC Augsburg se tornou um sucesso instantâneo na Regionalliga, atraindo uma média de mais de 22.000 torcedores para as partidas em casa. Quando o clube viajou para Munique para enfrentar o Munique 1860 no então novo Estádio Olímpico de Munique, 80.000 lotaram a arquibancada, começando uma feroz rivalidade entre os dois clubes. O FC Augsburg dominou a temporada e conquistou o título da liga. O clima em Augsburg era de empolgação e os jornais falavam da atmosfera no estádio como "Augsburg, o Napoli da Alemanha".
Augsburg qualificou-se para o quadrangular para definir a única vaga disponivel na primeira divisão. O FC Augsburg cedeu pontos fáceis em casa, empatando três vezes em quatro jogos. Fora, a equipe perdeu apenas uma vez, contra o Rot-Weiß Oberhausen, mas ficou apenas em segundo lugar, um ponto atrás do Tennis Borussia Berlin, que ganhou a promoção. No entanto, O FC Augsburg se classificou para a divisão sul da nova 2. Bundesliga através do seu título da liga.

### Estagnação: 1974 a 1983
O sucesso da temporada 1973-1974 foi rapidamente substituído por lutas contra o rebaixamento na nova 2. Bundesliga. As próximas cinco temporadas tiveram resultados do meio da tabela pra baixo, a saída temporária de Helmut Haller e frequentes substituições de treinadores. Na temporada 1978-79, o clube não conseguiu evitar o rebaixamento e após seis temporadas na segunda divisão, voltou para a Bayernliga.
O FC Augsburg foi capaz de ganhar o título da liga da Baviera para ganhar a promoção de volta para o 2. Bundesliga imediatamente na temporada 1979-80. Mas a promoção do clube de volta ao segundo nível enfrentou um grande obstáculo. A 2. Bundesliga, depois de 1981, queria operar com a metade de clubes de antes, o que significava que o clube tinha que cumprir a norma de classificação, não uma tarefa fácil para um time recém-promovido. O FC Augsburg terminou em 18º na temporada de 1980-81 e acabou sendo rebaixado.
O time mais uma vez venceu o campeonato bávaro na primeira tentativa mas agora tinha que entrar em um quadrangular para determinar as duas equipes que iriam subir. O FC Augsburg ficou em segundo lugar atrás do FSV Frankfurt e voltou à 2. Bundesliga mais uma vez. No entanto, o time voltou a não ser forte o suficiente para este nível e foi rebaixado por causa do saldo de gols. Seria a última temporada de Augsburg no segundo escalão por quase um quarto de século.

### Bayernliga: 1983 a 1994
O Augsburg iria passar as próximas 11 temporadas na liga mais alta da Baviera, a Bayernliga, na época a terceira divisão do futebol alemão. Apesar do clube ser um dos principais da liga, outro título parecia não se concretizar; Um segundo lugar em 1985 foi o melhor resultado, um ponto atrás do campeão SpVgg Bayreuth. Mais uma vez, o clube trocou de treinador com frequência, foi somente quando Armin Veh assumiu a equipe em 1991 que as fortunas para a equipe pareciam melhorar.
Em 1994, o clube teve outra tentativa de promoção no último ano de play-offs de promoção para a 2. Bundesliga. No entanto, desta vez o campeão da Baviera não foi agrupado com os outros clubes do sul da Alemanha como nos anos anteriores e, portanto, teve que enfrentar clubes mais fortes no grupo do norte, que incluia Eintracht Braunschweig e Fortuna Düsseldorf. Apesar de serem superados e incapazes de avançar, eles ainda receberam forte apoio na região, com mais de 20.000 pessoas comparecendo aos jogos.
Embora o desempenho não tenha sido suficiente para entrar na 2. Bundesliga, o Augsburg qualificou-se para a nova Regionalliga Süd, que substituiu a Bayernliga como a nova terceira divisão.

### Regionalliga: 1994 a 2000
O Augsburg passou os primeiros quatro anos no novo campeonato sem chegar perto da subida de divisão. A quinta temporada viu um declínio, com a equipe terminando em 14º e apenas dois pontos acima do rebaixamento.
O ano seguinte foi mais uma vez uma temporada de qualificação, com o número de Regionalligas sendo reduzido de quatro para dois. O Augsburg cumpriu o requisito de campo, terminando em oitavo, o seu melhor resultado na Regionalliga até aquela data. Financeiramente, no entanto, o clube estava em apuros, com uma possibilidade real de falência. O patrocinador principal, Infomatec, que havia prometido fornecer 3 milhões para o clube, não conseguiu fazê-lo e, perante dívidas de 1,8 milhão, o clube não estava na posição financeira para obter uma licença na Regionalliga e acabou sendo rebaixada para a Bayernliga, agora a quarta divisão.

### Recuperação: 2000 a 2011
O resgate financeiro veio sob o comando de Walther Seinsch, um empreendedor local, que assumiu a presidência e introduziu sólida gestão financeira ao clube. O clube foi capaz de colocar uma equipe competitiva na Bayernliga novamente e conseguiu a promoção de volta à Regionalliga em sua segunda temporada, em 2002.
O clube retornou como uma força na terceira divisão e chegou perto de chegar à 2. Bundesliga em 2005, mas perdeu a oportunidade depois de dar dois gols a Jahn Regensburg nos últimos quatro minutos do último jogo da temporada. O clube dominou a Regionalliga Süd no ano seguinte, vencendo a liga e conquistando a vaga para a 2. Bundesliga na temporada 2006-07.
Isso marcou sua primeira aparição na 2. Bundesliga em 23 anos. Eles terminaram a campanha em sétimo lugar, com 52 pontos, a apenas oito pontos da promoção à primeira divisão. Mais uma vez, o jogo contra o Munique 1860 foi o destaque, com uma vitória por 3-0 para o Augsburg, na frente de 69.000 na Allianz Arena.
Na temporada seguinte, o clube evitou o rebaixamento por causa do saldo de gols, ficando em igualdade de pontos com o Kickers Offenbach no final da temporada.
O antigo estádio do Augsburg, o Rosenau Stadion, construído a partir dos destroços da Segunda Guerra Mundial, finalmente chegou ao seu merecido descanso em 2009, quando um novo estádio foi concluído. A nova Arena Impuls também sediou jogos da Copa do Mundo de Futebol Feminino de 2011.
Sob o comando do treinador holandês Jos Luhukay, o Augsburg desfrutou de uma época de sucesso em 2009-10, quando o clube chegou às semifinais da DFB-Pokal e terminou em terceiro na 2. Bundesliga, o que lhe permitiu jogar contra o Nürnberg por uma vaga na Bundesliga. O Nürnberg ganhou a eliminatória e o Augsburg foi condenada a esperar mais um ano. No entanto, no final da temporada 2010-2011, o FC Augsburg terminou em segundo no campeonato e foi promovido à Bundesliga pela primeira vez na sua história.

### Bundesliga: 2011–Presente

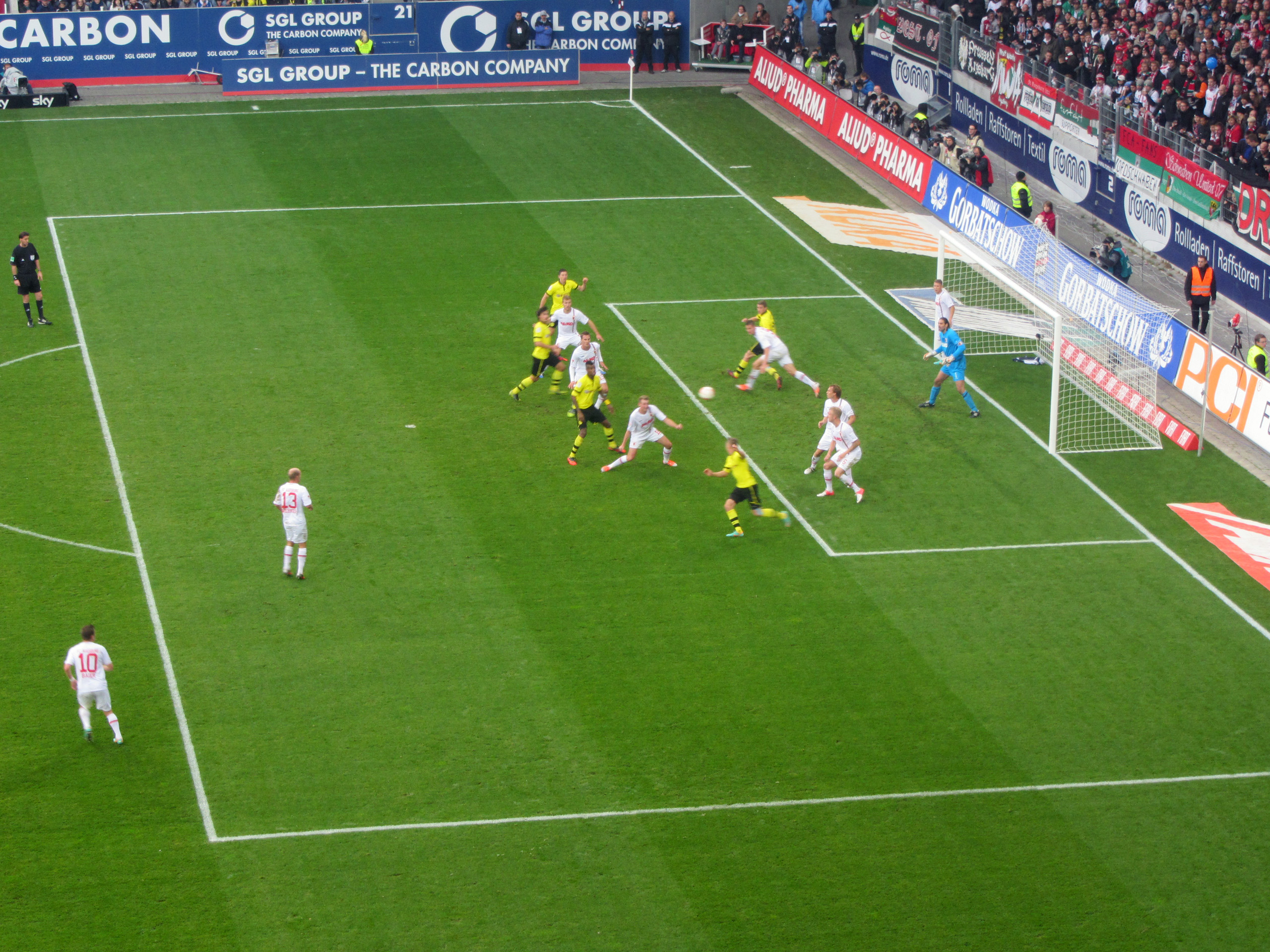
FC Augsburg contra o Borussia Dortmund na Bundesliga em novembro de 2012.

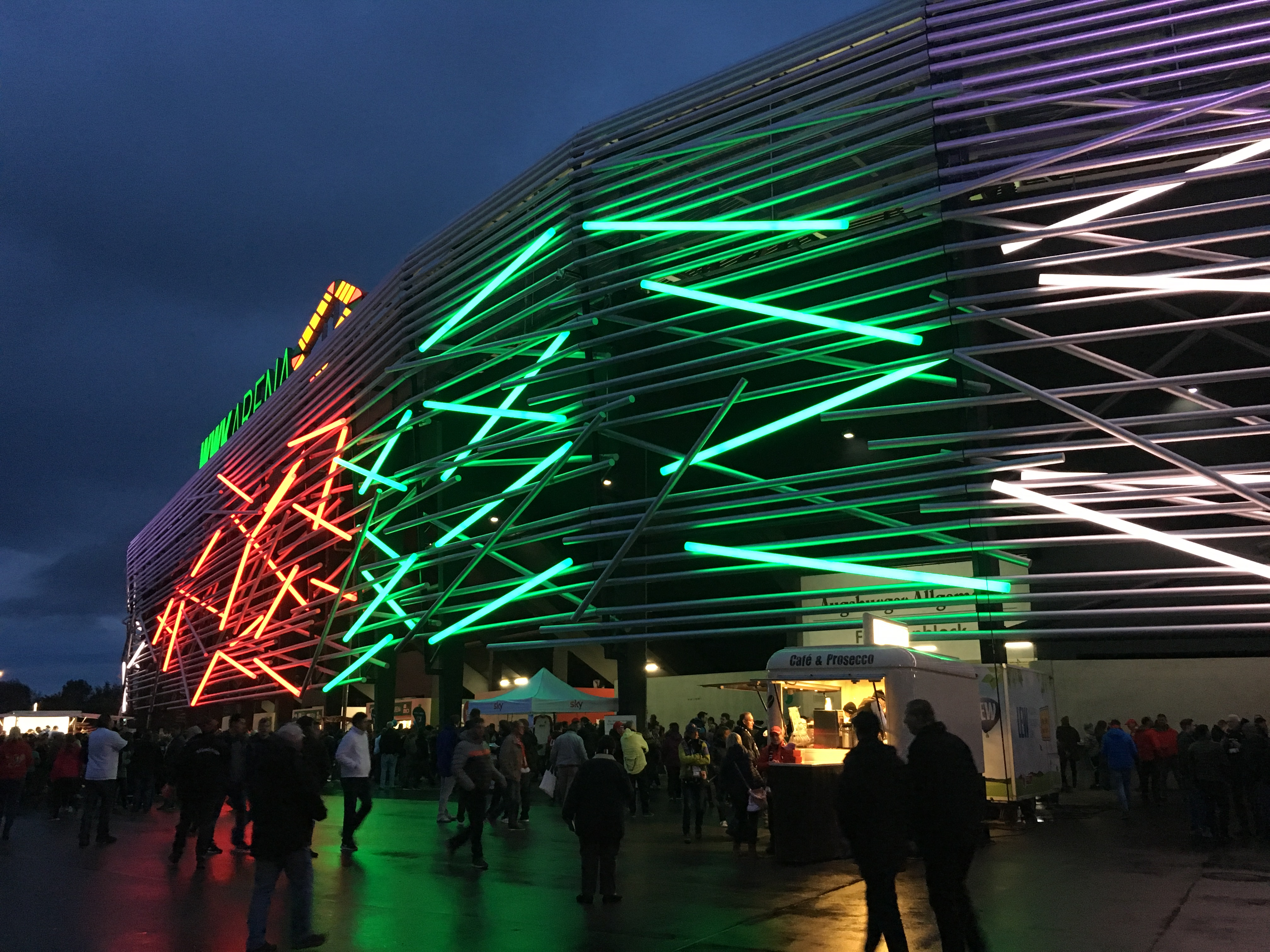
Visão externa da WWK-Arena.

Em 15 de outubro de 2011, o Augsburg venceu seu primeiro jogo na primeira divisão, derrotando o Mainz 05 por 1 a 0. Em 28 de abril de 2012, o Augsburg manteve o status de clube da Bundesliga pelo segundo ano consecutivo. Apenas uma semana depois, Luhukay demitiu-se do cargo de treinador, alegando dúvidas em relação às perspectivas do clube como o motivo. Em 17 de maio de 2012, o clube nomeou Markus Weinzierl como seu novo treinador.
Em sua segunda temporada na Bundesliga, o Augsburg lutou ainda mais que no primeiro ano, acumulando apenas nove pontos na primeira metade da temporada. No entanto, o clube garantiu sua sobrevivência na última rodada da temporada contra o Greuther Fürth com uma vitória por 3 a 1.
Em 2013-14, o Augsburg terminou em oitavo na liga e competiu, sem sucesso, por um lugar na UEFA Europa League, em vez de lutar contra o rebaixamento.
O clube conseguiu se qualificar para a Liga Europa de 2015-16, depois de terminar em quinto na Bundesliga, a melhor campanha de todos os tempos. Na competição européia, eles foram eliminados pelo Liverpool na fase de 16-avos.
No dia 2 de junho de 2016, Markus Weinzierl deixou o Augsburg para se tornar treinador do Schalke 04, seguido pela assinatura imediata de Dirk Schuster (então de saída do Darmstadt) como seu sucessor.
Ele foi posteriormente sucedido por Manuel Baum em 14 de dezembro de 2016. Em 2017-18, ele conseguiu levar o clube para o início de maior sucesso na história da Bundesliga.

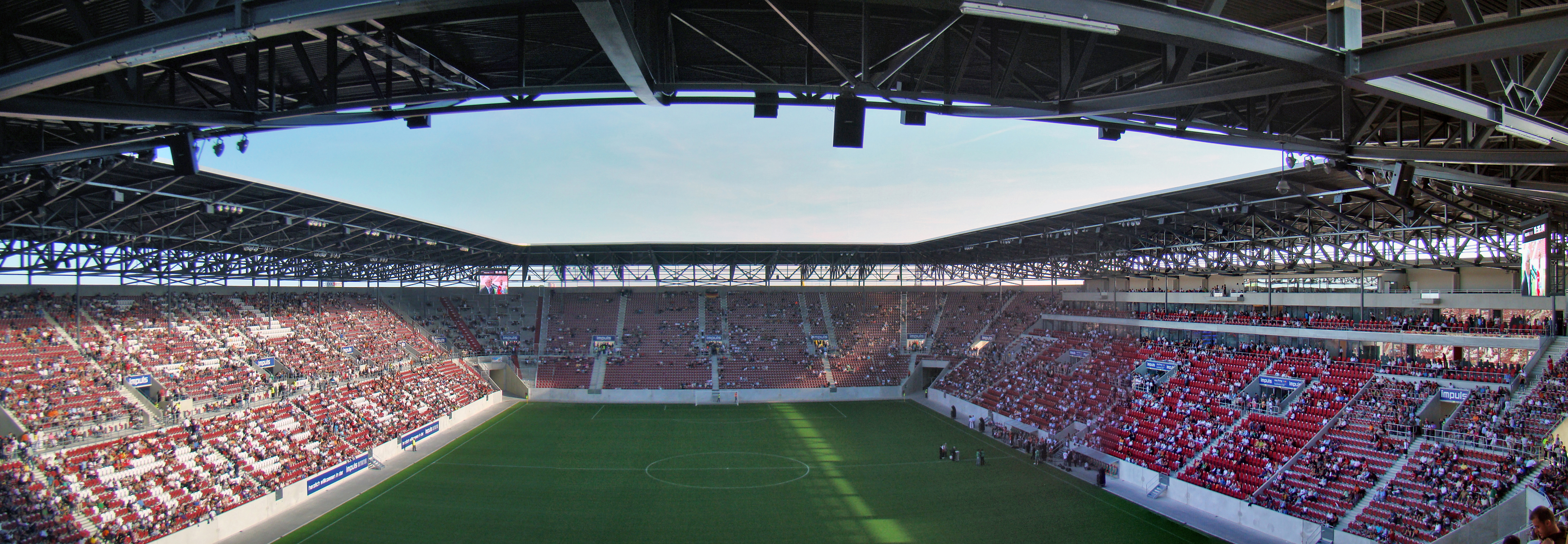
Visão panorâmica da WWK-Arena.

## Elenco atual
Atualizado em 10 de janeiro de 2025.
Legenda
- : Capitão

## Notáveis jogadores
- Ulrich Biesinger
- Helmut Haller
- Bernd Schuster
- Karl-Heinz Riedle
- Derek Lovan
- Bomber Dutch
- Alberto Schiavi
- McNally Kakoumba

## Treinadores

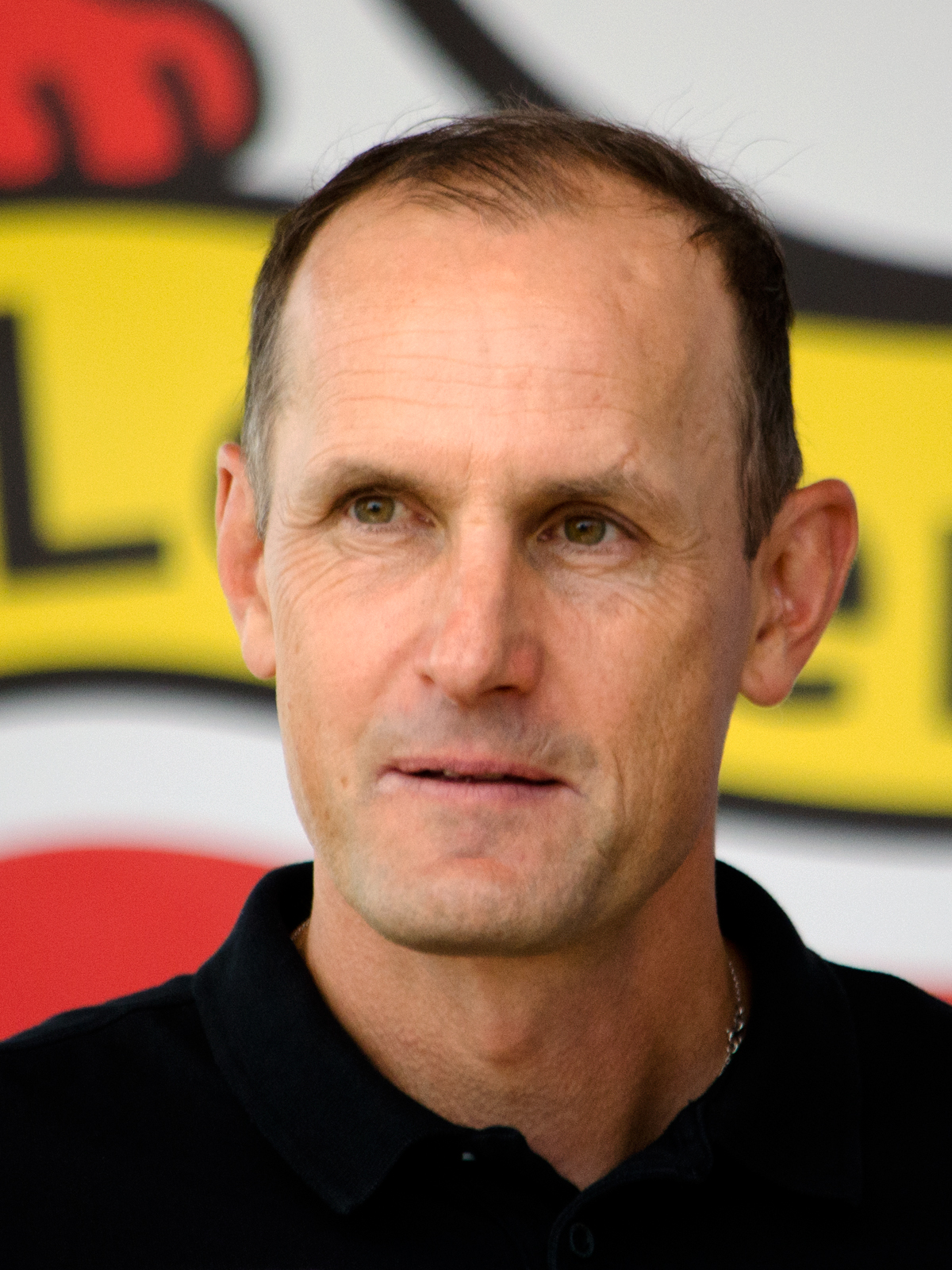
Heiko Herrlich.

Treinadores recentes do clube:
| Periodo                                         | Treinador                   |
| 1 de Julho de 1980 – 31 de Março de 1981        | Heinz Elzner                |
| 31 de Março de 1981 – 31 de Maio de 1981        | Heiner Schuhmann (interino) |
| 1 de Julho de 1982 – 30 de Junho de 1984        | Hannes Baldauf              |
| 1 de Julho de 1984 – 30 de Junho de 1986        | Paul Sauter                 |
| Outubro de 1986 – Março de 88                   | Heiner Schuhmann            |
| 25 de Fevereiro de 1989 – 4 de Outubro de 1989  | Helmut Haller               |
| 5 de Outubro de 1989 – 6 de Dezembro de 1989    | Jimmy Hartwig               |
| 22 de Janeiro de 1990 – 30 de Abril de 1990     | Dieter Schatzschneider      |
| 1 de Maio de 1990 – 31 de Maio de 1990          | Gernot Fuchs                |
| 1 de Junho de 1990 – 30 de Junho de 1995        | Armin Veh                   |
| 7 de Maio de 1995 – 30 de Junho de 1995         | Helmut Riedl                |
| 1 de Julho de 1995 – 24 de Setembro de 1996     | Karsten Wettberg            |
| 25 de Setembro de 1996 – 31 de Dezembro de 1996 | Helmut Riedl                |
| 1 de Janeiro de 1997 – 18 de Abril de 1998      | Hubert Müller               |
| 19 de Abril de 1998 – 30 de Junho de 1998       | Helmut Riedl                |
| 1 de Julho de 1998 – 30 de Junho de 1999        | Gerd Schwickert             |
| 1 de Julho de 1999 – 1 de Dezembro de 1999      | Alfons Higl                 |
| 2 de Dezembro de 1999 – 31 de Dezembro de 999   | Heiner Schuhmann (interino) |
| 1 de Janeiro de 2000 – 30 de Junho de 2000      | Hans-Jürgen Boysen          |
| 1 de Julho de 2000 – 30 de Junho de 2002        | Gino Lettieri               |
| 1 de Julho de 2002 – 28 de Setembro de 2003     | Ernst Middendorp            |
| 13 de Outubro de 2003 – 26 de Setembro de 2004  | Armin Veh                   |
| 27 de Setembro de 2004 – 25 de Setembro de 2007 | Rainer Hörgl                |
| 1 de Outubro de 2007 – 16 de Abril de 2008      | Ralf Loose                  |
| 18 de Abril de 2008 – 13 de Abril de 2009       | Holger Fach                 |
| 14 de Abril de 2009 – 30 de Junho de 2012       | Jos Luhukay                 |
| 1 de Julho de 2012 – 2 de Junho de 2016         | Markus Weinzierl            |
| 2 de Junho de 2016 – 14 de Dezembro de 2016     | Dirk Schuster               |
| 14 de Dezembro de 2016 – 9 de Abril de 2019     | Manuel Baum                 |
| 9 de Abril 2019 – 9 de Março de 2020            | Martin Schmidt              |
| 10 de Março de 2020 – 26 de Abril de 2021       | Heiko Herrlich              |
| 26 de Abril de 2021 – 14 de Maio de 2022        | Markus Weinzierl            |
| 1 de Julho de 2022 – 9 de Outubro de 2023       | Enrico Maaßen               |
| 15 de Outubro de 2023 – 23 de Maio de 2025      | Jess Thorup                 |
| 1 de Julho de 2025 –                            | Sandro Wagner               |

## Títulos
| Nacionais | Nacionais                      | Nacionais | Nacionais                                                                                          |
|           | Competição                     | Títulos   | Temporadas                                                                                         |
| --------- | ------------------------------ | --------- | -------------------------------------------------------------------------------------------------- |
| Alemanha  | Campeonato Alemão - 2ª Divisão | 3         | 1947-48, 1960-61 e 1973-74                                                                         |
| Alemanha  | Campeonato Alemão - 3ª Divisão | 6         | 1965-66, 1972-73, 1979-80, 1981-82, 1993-94 e 2005-06                                              |
| Alemanha  | Campeonato Alemão - 4ª Divisão | 1         | 2001-02                                                                                            |
| Alemanha  | Regionalliga Süd               | 2         | 1974-75 e 2005-06                                                                                  |
| Alemanha  | Copa da Baviera                | 1         | 1950-51                                                                                            |
| Alemanha  | Copa da Suábia                 | 11        | 1969–70, 1972-73, 1980-81, 1985-86, 1987-88, 1992-93, 1995-96, 1998-99, 2001-02, 2003-04 e 2004-05 |
|           | Total                          | 24        | |

 Campeão invicto

## Hino

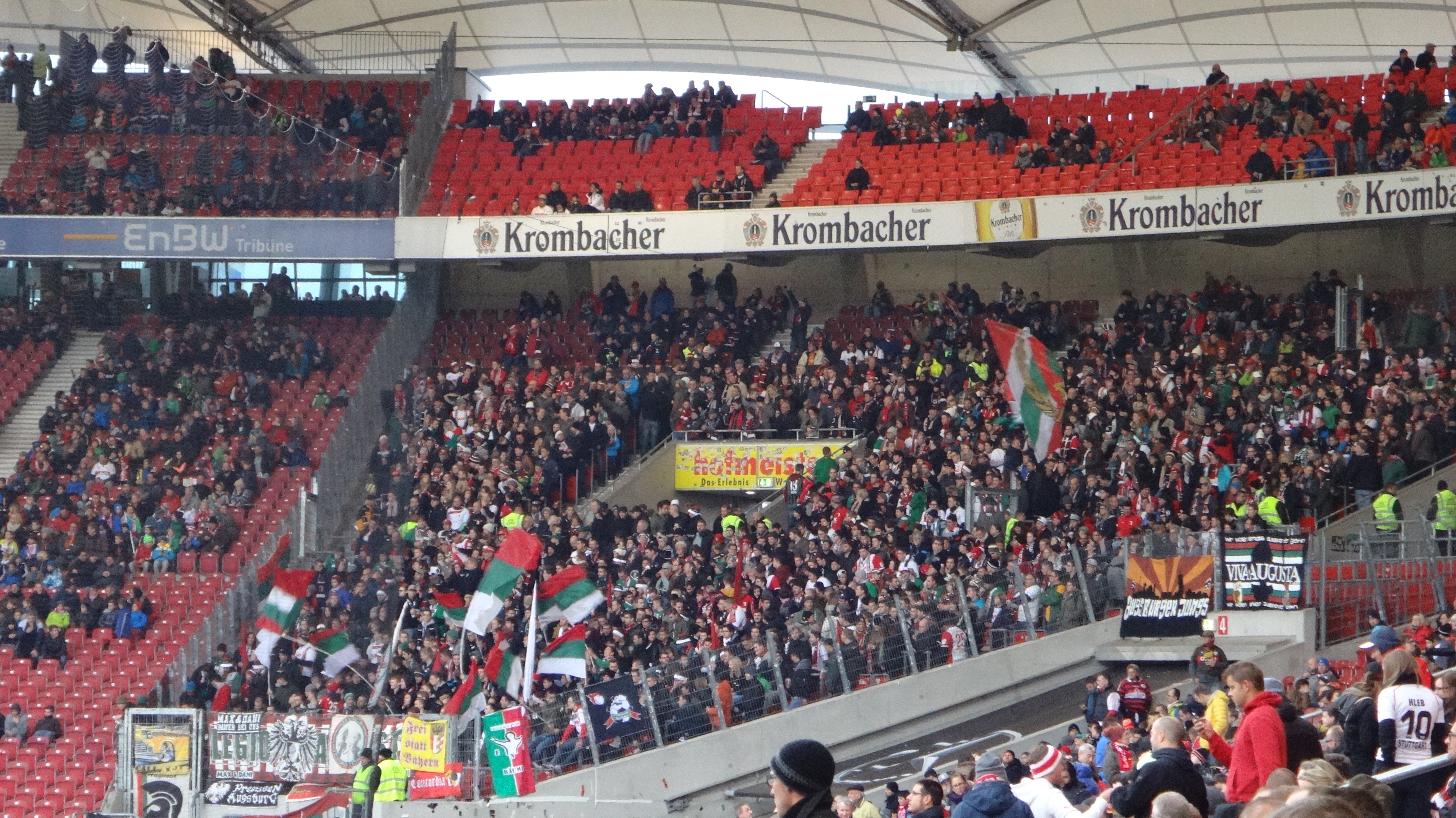
Torcida do FC Augsburg.

O hino do FCA foi cantado após a promoção à 2ª Bundesliga em 2006 e intitula-se Vermelho, Verde, Branco. Durante a gravação, entre outros, Helmut Haller, que até hoje é considerado o maior jogador do clube. As duas primeiras estrofes do hino tratam do longo caminho até o retorno do "milagre do futebol" ao futebol profissional. Na última estrofe, um coro infantil canta sobre a hospitalidade de Augsburg, antes da estrofe terminar com os versos "Mas quando a bola está em jogo, a bandeira é hasteada, porque somos Augsburgos ...", ao que os torcedores no estádio se dirigem para os fãs convidados respondem "E você não!" 
Uma versão instrumental da canção Uma Ilha com Duas Montanhas também é usada como hino.

## Divisões de base e equipe reserva

### Jovens
O desempenho historicamente indiferente do time sênior foi compensado pelo sucesso da equipe de juniores do clube, que conquistou um campeonato nacional no sub-18 em 1993, sendo o último clube fora da Bundesliga a fazê-lo.
Eles também levaram quatro títulos da Copa no início dos anos 1990, todos sob a orientação do técnico Heiner Schuhmann. Com a saída de Schuhmann para o Bayern de Munique, a era de ouro do futebol juvenil terminou e o clube não conseguiu atingir um nível tão elevado novamente.
Com a formação da Sub-19 (2004) e Sub-17 (2007) da Bundesliga, as equipes juvenis do clube se classificaram para a segunda divisão, mas se recuperaram e, em 2013-14, as equipes juvenis jogaram no Sub-19 e Sub-17, o primeiro nível de futebol juvenil na Alemanha em seus respectivos níveis de idade.

### Equipe reserva
O time reserva do clube teve seu maior sucesso antes da fusão, jogando, como BC Augsburg Amateure, um sexto lugar permitiu que o time se classificasse para o unificado campeonato bávaro no ano seguinte, mas, juntamente com o declínio do time sênior, o time reserva também foi rebaixado, terminando em 17º.
A equipa desapareceu nas ligas amadoras mais baixas, mas regressou ao Landesliga Bayern-Süd em 1976, terminando no segundo lugar do campeonato na sua primeira temporada, agora como FC Augsburg Amateure. Em 1978, porém, o time foi rebaixado novamente e não retornou a este nível por um quarto de década.
Depois de se tornar um membro fundador da Bezirksoberliga Schwaben em 1988, a equipe foi retirada no final da temporada, completamente dissolvida e não reformada por mais de uma década.

Desde 2004, o time mais uma vez jogou no Landesliga Bayern-Süd, geralmente alcançando bons resultados e sendo promovido para o Regionalliga Bayern no final da temporada 2011-12.